# Johannes III. (Olmütz)
Johannes III. (auch: Johann III.; Jan III.; † 19. Februar 1157) war Bischof von Olmütz.
Über den Nachfolger des bedeutenden Olmützer Bischofs Heinrich Zdik ist wenig bekannt. Er war ein Prämonstratenser aus dem Kloster Strahov. Nach Angaben des Chronisten Vinzenz von Prag soll Johannes 1150 noch vor der Beisetzung Zdiks in Strahov zu dessen Nachfolger erwählt worden sein. Die Bischofsweihe erfolgte im selben Jahr in Mainz.
Johannes blieb im Schatten seines Vorgängers, dessen Werk er fortsetzte.